# Делюн-Болдок
Делюн-Болдок (монг. Дэлүүн Болдог?, ᠳᠡᠯᠢᠭᠦᠨ 
ᠪᠣᠯᠳᠣᠭ?, в переводе на русский — «селезёнка-бугор», «холм, похожий на селезёнку») — долина в Монголии и России.

## География и история
Урочище Делюн-Болдок протянулось с юга на север, от междуречья Селенги и Онона, через сомон Дадал аймака Хэнтий (Монголия) на территорию Забайкальского края (Россия).
Эта местность сочетает степи с лесными массивами, поэтому она издавна являлась удобным местообитанием как для кочевников-скотоводов, так и для охотников.

## Место рождения Чингисхана
Существует несколько версий о месте рождения Чингисхана в Делюн-Болдоке. По версии «Сокровенного сказания монголов», Чингисхан родился в XII веке в долине Делюн-Болдок. Это место российские ученые локализуют в 8 километрах к северу от нынешней российско-монгольской границы: 50°31′ с. ш. 115°02′ в. д.. В Монголии таким местом обычно считается часть Дэлюн-Болдока на территории сомона Дадал аймака Хэнтий.
Монгольские учёные (О. Жамьян, Инжиннаш, X. Пэрлээ, Ц. Доржсурен) считают, что Чингисхан родился в верховье реки Онон, при слиянии его с рекой Бальджин, у трёх небольших озёр.
Доржи Банзаров выводит род Чингисхана из баргузинской степи (см. Хоринцы).